# Marieke Eisma
Hendrika (Marieke) Eisma (Utrecht, 18 augustus 1926 - ?, 10 oktober 2004) was een Nederlandse tekenares en emailleur.

## Leven en werk
Eisma kreeg haar opleiding aan de Academie Minerva in de stad Groningen. Ze trouwde met de kunstenaar Herman von Dülmen Krumpelmann. Hun dochter Lydeke is beeldhouwer en keramiste.
Eisma tekende vooral kinderen en dieren. Ze was lid van kunstkring De Drentse Schilders en met haar man en schoonvader betrokken bij de oprichting van het Drents Schildersgenootschap in 1954. Ze exposeerde geregeld met beide groepen.